# Бикбаев, Дмитрий Амиризович
Дми́трий Амири́зович Бикба́ев (15 марта 1988, Уссурийск, Приморский край, СССР) — российский актёр и певец, режиссёр, продюсер, руководитель Открытого театрального пространства «Арт-платформа» в Креативном пространстве Новый Манеж, художественный руководитель московского независимого театра «Театр-студия «15».  Художественный руководитель «Театра на Покровке» (с июля 2025 года). Солист музыкального дуэта «БиС» (2007-2010).

## Биография
Родился 15 марта 1988 года в Уссурийске, Приморский край. По отцу татарин. Мать — Бикбаева Валентина Дмитриевна, отец — Бикбаев Амириз Хамзиевич (Олег Сергеевич), старший брат (по матери) — Александр. Дмитрий учился в Уссурийске с 1 по 8-й класс. Занимался в художественной школе.
В 13 лет приехал в Москву на лето, после чего решил не возвращаться обратно. Жил в общежитии РГГУ, где учился его старший брат. Окончил школу 669 экстерном с серебряной медалью. Учился на курсах при журфаке МГУ, затем на подготовительных курсах РАТИ (ГИТИС), куда в 2004 и поступил на курс народного артиста России С. Б. Проханова. Закончил РАТИ в 2008 году с красным дипломом по специальности «Актёрское искусство», квалификация: артист драматического театра и кино. В 2015 году получил второе высшее образование в ВШДСИ им. Дадамяна, квалификация: менеджер театрального производства.
В 2007-2016 гг. активно занимался музыкальной карьерой. В 2012-2013 гг. работал ведущим прямого эфира телеканала RU.TV. С 2015 года занимается театральным искусством и управлением в сфере культуры и искусства.
С мая 2017 года по 2019 являлся художественным руководителем Государственного бюджетного учреждения культуры г. Москвы «Культурный центр имени И. М. Астахова».
С 2019 по настоящее время художественный руководитель Государственного бюджетного учреждения культуры г. Москвы «Московский продюсерский центр».
С 2022 года по настоящее время руководитель проекта Департамента культуры г.Москвы – Открытое театральное пространство «Арт-платформа» в Креативном пространстве «Новый Манеж».
Имеет ряд отраслевых наград и премий.

## Музыкальная карьера
Дуэт «БиС» был сформирован Константином Меладзе по итогам телевизионного проекта «Фабрика звезд 7». Дуэт существовал с 2007 по 2010 гг. и являлся одним из наиболее успешных молодёжно-музыкальных проектов того периода. Песни «Твой или ничей», «Катя», «Кораблики», стали признанными народными хитами, а коллектив проекта удостоился таких наград, как «Золотой граммофон» и Премия Муз-ТВ 2009 в номинации «Лучшая поп-группа года», и стал лауреатом фестиваля «Песня года». В составе дуэта Дмитрий выступил также автором нескольких композиций, которые вошли в дебютный и единственный альбом «Двухполярный мир»: «Ночи без тебя» (слова), «Засыпай» (слова и музыка).
После распада дуэта «БиС» Бикбаев принял решение о формировании нового собственного коллектива. 27 сентября 2010 года состоялась презентация группы «4POST» для поклонников и прессы. Там впервые прозвучал первый сингл группы — «Ты и Я», представлен официальный сайт, на котором основной упор сделан на интерактивное общение между ребятами и их поклонниками.
В мае 2012 года «4POST» с русскоязычной композицией собственного сочинения «Навстречу небу» приняла участие в отборочных турах на «Евровидение — 2012». В финале национального отборочного конкурса исполнителей эстрадной песни «Евровидение — 2012», который состоялся 7 марта в прямом эфире канала «Россия-1», группа заняла 6 место.
В мае 2012 года был выпущен дебютный альбом «4POST#1».
В январе 2016 года Бикбаев принял решение закрыть проект группы «4POST», сосредоточив свое внимание на театральной деятельности.

## Видеоклипы
В составе группы БиС:
| Год  | Клип           | Режиссёр        | Альбом           |
| ---- | -------------- | --------------- | ---------------- |
| 2008 | Твой или ничей | Алан Бадоев     | Двухполярный мир |
| 2008 | Катя           | Алан Бадоев     | Двухполярный мир |
| 2009 | Кораблики      | Алан Бадоев     | Двухполярный мир |
| 2009 | Мистер DJ      | Сергей Солодкий | Двухполярный мир |
| 2009 | Пустота        | Сергей Солодкий | TBA              |

- 2009 — «Клякса» (клип Виктории Дайнеко)
- 2010 — «Ты и Я» (режиссёр Сергей Солодкий), (в составе группы «4POST»)
- 2010 — «Давай убежим», (в составе группы «4POST»)
- 2011 — «Адреналин» (режиссёр Константин Черепков), (в составе группы «4POST»)
- 2011 — «Капитан» (режиссёр Юрий Квашонкин), (совместно с международным творческим проектом «NucKids») (в составе группы «4POST»)
- 2011 — «Атомный бам» (режиссёр Роман Амслер), (в составе группы «4POST»)
- 2012 — «Как же ты могла» (режиссёр Олеся Гордеева, Vilks Production), (в составе группы «4POST»)
- 2012 — «Фиолетовые бабочки» (режиссёр Роман Амслер), (в составе группы «4POST»)
- 2013 — «Будь как будет», (режиссёр Роман Амслер), (в составе группы «4POST»)
- 2013 — «Арестован» (в составе группы «4POST»)
- 2014 — «Вместе с тобой», (режиссёр Евгений Курицын), (в составе группы «4POST»)
- 2014 — «Пока ты со мной», (режиссёр Дмитрий Бикбаев), (в составе группы «4POST»)
- 2016 — С тобой (саундтрек к х/ф «Шоу века», в составе группы 4POST)
- 2016 — «Deal the final blow» (в составе группы Apostol, вместе с МС Davi , Swed)

## Театр

### Актёр
Играть на профессиональной сцене стал еще будучи студентом. С 2004 по март 2019 года служил артистом в Московском «Театре Луны», исполнял главные роли в различных спектаклях. Имеет высшую актерскую квалификацию — ведущий мастер сцены.
В 2024 году исполнил роль Гамлета в одноименном спектакле Арт-платформы.

### Режиссёр и продюсер
Дмитрий Бикбаев является инициатором и организатором более 100 культурно-массовых мероприятий нового формата, а также создателем более 10 инновационных проектов, направленных на поддержку театральной деятельности.
По признанию Бикбаева, интерес к режиссуре он ощутил ещё во время учёбы в ГИТИСе. В 2010 году выпустил спектакль «Дориан Грей» — первый спектакль в статусе режиссера совместно с режиссером-постановщиком Гульнарой Галавинской.
В 2011 году качестве режиссера поставил два музыкальных спектакля с участием детей в рамках международного проекта «NUCKIDS» Госкорпорации «Росатом» — «Бункер свободы» (премьера в московском театре Et cetera) и «Царица ночи». Для обоих спектаклей написал несколько песен.
С 2012 по 2016 год являлся творческим руководителем и режиссером театрального центра «Маленькая Луна», где обучал более 80 детей. Учил актерскому мастерству по собственной методике. В качестве режиссера выпустил с учениками 3 спектакля — «Сказка о Царице ночи», «Флайтер», «Мне не больно».
В 2018-2019 гг. поставил спектакли «Ленинград 42/59» и «Postmortem» в рамках ежегодной патриотической акции «Линия памяти».
С 2019 года является художественным руководителем Ежегодного театрального фестиваля проекта Мэра Москвы «Московское долголетие» - «Серебряная астра». Фестиваль объединяет участников проекта «Московское долголетие» и молодых деятелей креативных индустрий. В разные годы результатами проведения фестиваля были: спектакли, художественный фильм, сериал.
В феврале 2020 году состоялся дебют Бикбаева в музыкальном театре. Дмитрий поставил «оперный киноколлаж в стиле буффа-нуар» под названием «Туда и обратно» в театре «Геликон-опера».
С 2022 года стал генеральным продюсером Международного культурно-просветительского проекта «Пламенные сердца». Проект реализуется по инициативе действующих сотрудников МЧС России при поддержке Президентского фонда культурных инициатив и Департамента культуры города Москвы. Объединяет участников из разных стран и регионов России.
В 2022 и 2023 году являлся руководителем общественно-значимого проекта — специальные показы рок-оратории «Чёрный январь. Прощёное воскресение» в Москве. Проект объединил более 100 постановщиков и исполнителей из Луганской Народной республики, Москвы и других регионов России. Главным творческим результатом проекта стало музыкально-театрализованное действо, в основу которого легла рок-оратория «Чёрный январь. Прощёное воскресение», посвященная деятельности советской организации «Молодая гвардия». Проект был показан в концертном зале «Москва», собрав более 10 000 зрителей.
В 2023 году являлся художественным руководителем, автор идеи и режиссёр итогового спектакля финала Всероссийского просветительского проекта «Знание. Театр». Премьера спектакля состоялась в павильоне «Россия — моя история» на ВДНХ в рамках Международной выставки-форума «Россия» и транслировалась в прямом эфире.
В 2024 году являлся руководителем Всероссийского молодежного театрального фестиваля «Место силы – Владивосток». Фестиваль объединил участников из 96 городов России из всех федеральных округов и лучших отечественных экспертов театрального искусства. За время фестиваля прошло более 100 различных просветительских событий и мероприятий как для участников, так и для действующих сотрудников сферы культуры российских регионов — это лекции, мастер-классы творческие лаборатории и практикумы.
7 июля 2025 года Дмитрий Бикбаев назначен художественным руководителем «Театра на Покровке». Произошло этого после того, когда Бикбаев стал одним из победителей конкурса «Таланты» по формированию кадрового резерва в театрах Москвы. 

### Арт-платформа
В 2017 году разработал передовой проект под названием «Арт-платформа», который был широко представлен на Московском культурном форуме в 2018 году в Манеже.
В 2019 году, благодаря высокой эффективности, проект «Арт-платформа» был признан флагманским проектом Департамента культуры города Москвы. «Арт-платформа» осуществляет деятельность, направленную на поддержку негосударственных инициатив в сфере театрального искусства. Команда проекта выстраивает взаимовыгодное партнерство между представителями бизнеса исполнительских видов искусств креативного сегмента экономики и Правительством Москвы.
С 2019 года по настоящее время является автором и продюсером Международной программы поддержки частных инициатив в сфере театрального искусства «ТеатрONstage». Программа позволяет менеджерам в сфере креативных индустрий, занимающихся театральным делом в Москве, на состязательной основе получать финансирование в виде гранта на создание нового культурного продукта.
В апреле 2021 года в МХАТ имени Горького состоялась премьера спектакля «На стриме» по пьесе А. Г. Звягинцева. В проекте впервые в мировой практике был использован иммерсивный принцип онлайн-трансляции, зритель мог в реальном времени выбирать от лица какого артиста осуществлять просмотр спектакля, камеры были интегрированы в костюмы действующих лиц и декорации.
С 2022 года в Креативном пространстве «Новый Манеж» работает Открытое театральное пространство «Арт-платформа». Проект базируется на специально разработанной Резидентской программе, позволяющей частным театральным коллективам и проектам создавать и прокатывать свои культурные продукты на особых условиях в пространстве Нового Манежа.
Наиболее значительные проекты «Арт-платформы» — программа «Интеграция» (программа поддержки исполнителей, независимых театральных коллективов и режиссеров, обеспечивающая возможность участия в создании культурной повестки города Москвы)
В 2023 году являлся куратором совместного проекта Открытого театрального пространства «Арт-платформа» и Школы-студии МХАТ «Семейный альбом». Уникальная культурно-просветительская программа, состоявшая из творческих встреч, показов спектаклей, лекций и мастер-классов. Ключевым элементом проекта была бесплатная для посещения иммерсивная выставка, посвященная восьмидесятилетней истории прославленной школы. Наиболее значимые события цикла мероприятий транслировались онлайн.
В 2023 году Дмитрий Бикбаев выпустил спектакль «Милаха». Постановка была высоко оценена и поддержана представителями театрального сообщества. Весной 2024 года выпустил спектакль «Я люблю тебя, папа» по автобиографической повести «Случайность… Случайность?» Вячеслава Бавидова. Проект поддержан Президентским фондом культурных инициатив и проектом Мэра Москвы «Московское долголетие» и приурочен к объявленному в РФ в 2024 году «Году семьи».
В 2024 году стал инициатором и генеральным продюсером первой Московской премии в области исполнительских искусств «Арт-платформа». Одна из главных целей премии является укрепление позиций частного театрального сектора в актуальной культурной повестке города Москвы. Впервые учреждена номинация «За вклад в развитие частных проектов в сфере исполнительских искусств».

#### Роли в спектаклях
- 2007 — «Фанта-инфанта» — Художник (реж. С. Проханов)
- 2008 — «Рококо» — Жерар (реж. А. Максимов)
- 2008 — «Ноты Нино Роты» — Мальчишка (реж. О. Николаев)
- 2009 — «Бал неспящих…» — Некто (реж. В. Лаптев)
- 2009 — «Природный экстрим» — Лель (реж. С. Проханов)
- 2010 — «Жаворонок» — Карл VII (реж. Н. Когут)
- 2010 — «Дориан Грей» — Дориан Грей (режиссёр-постановщик Г. Галавинская, режиссёр Дмитрий Бикбаев)
- 2012 — «Шантеклер» — Шантеклер (реж. С. Проханов)
- 2012 — «Орфей и Эвридика» — Орфей (реж. Г. Галавинская)
- 2012 — «Стеклянный зверинец» — Джим (реж. Г. Галавинская)
- 2012 — «Фотография № 1» — Топорков (реж. М. Горевой)
- 2013 — «Пусть говорят» — Артем Махалов (реж. О. Анохина)[28]
- 2013 — «Озеро» — Билли-Рэй мл; (реж. О. Анохина)
- 2014 — «Антигона» — Гемон (реж. А. Смольяков)
- 2015 — «Мне не больно» — Соглядатай (реж. Д. Бикбаев)
- 2024 — трагикомедия «Гамлет» — Гамлет (реж. Г. Галавинская)

#### Режиссёрские работы
- 2010 — «Дориан Грей» (Театр луны, режиссер-постановщик Г.Галавинская, режиссер Д.Бикбаев)
- 2011 — «Бункер Свободы» (в рамках проекта «NUCKIDS»)
- 2011 — «Царица ночи» (в рамках проекта «NUCKIDS»)
- 2012 — «Сказка о Царице ночи» (Театр луны)
- 2014 — «Флайтер» (в т.ч. автор пьесы, режиссёр-постановщик, композитор, Театр луны) [29]
- 2015 — «Мне не больно» (в т.ч. автор пьесы, режиссер-постановщик, а также сценография, Театр луны)
- 2015 — «Карлсон на Луне» (в т.ч. музыкальное оформление, Театр луны)
- 2017 — «Ордалии» (в т.ч. музыкальное оформление, саунд-дизайн, Театр луны)
- 2017 — «Вася и магический кристалл» (в т.ч. продюсер)
- 2017 — «Пушкин. Свиридов. Метель» (в т.ч. продюсер)
- 2018 — «Ленинград 42/59» (Театр-студия «15»)
- 2018 — «НЕМАЛЕНЬКИЙ принц» (Театр-студия «15», «Зарядье»)
- 2019 — «Андерсен навсегда» (Театр-студия «15», «Зарядье»)
- 2019 — «Северное сияние» (Театр-студия «15», г.Новоуральск)
- 2019 — «Postmortem» (Театр-студия «15», Арт-платформа)
- 2019 — «Играем Пушкина по-русски» (Театр-студия «15», Крым)
- 2019 — «Северное сияние» (Театр-студия «15», «Орлёнок» г.Краснодар)
- 2019 — «ПоколениЯ» (Театр-студия «15», Таврида-АРТ, Крым)
- 2019 — «Чебурашка. Возвращение домой» (Московский продюсерский центр)
- 2020 — «Чебурашка. Возвращение домой-2. Потерявшийся в сети» (Московский продюсерский центр)
- 2020 — «Туда и обратно» (Геликон-опера)
- 2020 — «Большая перемена» (в т.ч. продюсер, ВДЦ Артек, Крым)
- 2021 — «Большая перемена» (в т.ч. продюсер)
- 2021 — «Достоевский. Урок.» (в т.ч. автор идеи, театр Комиссаржевской, г. Санкт-Петербург)
- 2021 — «На стриме» (в т.ч. продюсер, МХАТ имени М. Горького, после 2021 г. Арт-платформа)
- 2022 — «Надежда Ламанова. Примеряя время» (в т.ч. исполнительный продюсер, Арт-платформа)
- 2022 — Всероссийский просветительский проект «Пламенные сердца» (в т.ч. продюсер, Арт-платформа)
- 2022 — «Куда смотрит прокурор?!» (в т.ч. продюсер, Арт-платформа)
- 2022 — «Погружение» (в т.ч. автор идеи, продюсер, Арт-платформа)
- 2023 — Международный просветительский проект «Пламенные сердца» (в т.ч. продюсер, Арт-платформа)
- 2023 — «Милаха» (в т.ч. автор идеи, продюсер, Арт-платформа)
- 2024 — «Я люблю тебя, папа» (в т.ч. продюсер, Арт-платформа)

## Кино
Кинокарьера Дмитрия началась в 2005 году. Он снялся в нескольких фильмах и сериалах.
Осенью 2011 года снимался в многосерийном телесериале «Хозяйка моей судьбы» от группы компаний «ВайТ Медиа». Его персонаж — Роман Панов, музыкант, участник реалити-шоу, который добился определённых успехов в шоу-бизнесе, то есть в картине он фактически исполнил роль самого себя. Исходя из опыта эстрадной деятельности Бикбаева и его участия в проекте «Фабрика звёзд-7», было внесено много корректив в сценарную линию. Показ многосерийного фильма начался на телеканале Россия-1 в январе 2012 года, после трансляция была в Израиле и Казахстане.
В 2013 году вернулся в большое кино — снялся в голливудским триллере «Чёрная роза».

### Фильмография
- 2005 — роль в сериале «Таксистка-4» — Уклеев
- 2005 — главная роль Макса Хрусталева в сериале «Пороки и их поклонники»
- 2005 — главная роль в сериале «Кулагин и партнёры» (серия «Крыша») — Рома
- 2006 — роль в сериале «Кадетство» (24 серия первого сезона) — Славик Сикорский
- 2007 — главная роль Лени Пучкова в сериале «Взрослая жизнь девчонки Полины Субботиной»
- 2011 — главная роль Романа Панова в сериале «Хозяйка моей судьбы» (проект канала Россия 1)
- 2011—2012 годы — 9 авторских песен стали саундтреком телесериала «Хозяйка моей судьбы»
- 2012 — автор песни-саундтрека «Атомный Бам» к художественному фильму «Атомный Иван» (2012 г.)
- 2014 — роль в фильме «Чёрная роза» (США, Россия) — жертва маньяка[33]
- 2014 — главная роль в фильме «Меняя жизни» (съёмки в марте 2014 г., США, Россия)
- 2014 — роль в сериале «Культ» (съёмки на Кубе, Россия) — Николай

## Телевидение
С 11 марта 2012 года по июль 2013 Дмитрий Бикбаев являлся виджеем музыкального телеканала RU.TV. Вел утреннее шоу под названием «Двое с приветом», после — ежедневный дневной эфир «Стол Заказов».

### Шоу «Один в один»
В феврале 2014 года стал участником проекта «Один в один» на канале Россия-1. За его кандидатуру проголосовало максимальное количество человек,. Стал самым обсуждаемым и непредсказуемым участником шоу. Дважды занимал первое место — с образом Георга Отса (9 программа, ария «Мистера Икс») и в полуфинале с образом Сергея Зверева (14 программа, песня «Ради тебя»).
Д. Бикбаев стал единственным участником 2 сезона, получившим в одном выпуске по 12 баллов от всех судей. В образе Димы Билана он выступал 2 раза — на записи программы и в прямом эфире канала Россия-1 в студии программы «Прямой эфир» с Борисом Корчевниковым, посвящённой Евровидению 2014. Наташе Королевой, Витасу, Вере Брежневой, Николаю Баскову и Сергею Звереву понравились «их» образы, сделанные Бикбаевым. Артисты сообщали об этом в СМИ, соцсетях, в эфире программы «Один в один».
| Дата эфира     | Образ           | Песня             | Юрий Стоянов | Алексей Чумаков | Ольга Бородина | Максим Галкин | 5 баллов                                     | Итого      |
| -------------- | --------------- | ----------------- | ------------ | --------------- | -------------- | ------------- | -------------------------------------------- | ---------- |
| 2 марта 2014   | Муслим Магомаев | Свадьба           | 6            | 5               | 8              | 5             | Грановская                                   | 29         |
| 9 марта 2014   | Наташа Королёва | Подсолнухи        | 4            | 2               | 5              | 3             | Паршута                                      | 19         |
| 16 марта 2014  | Майкл Джексон   | Bad               | 6            | 6               | 6              | 12            | -                                            | 30         |
| 23 марта 2014  | Витас           | Опера № 2         | 2            | 2               | 2              | 3             | Дольникова, Грановская                       | 19         |
| 30 марта 2014  | Григорий Лепс   | Я тебя не люблю   | 5            | 6               | 3              | 3             | Пирхцалава                                   | 22         |
| 6 апреля 2014  | Сергей Жуков    | 18 мне уже        | 6            | 8               | 7              | 9             | -                                            | 30         |
| 13 апреля 2014 | Шер             | Believe           | 4            | 5               | 3              | 4             | Началова                                     | 21         |
| 20 апреля 2014 | Николай Басков  | Шарманка          | 5            | 10              | 10             | 8             | Началова                                     | 38         |
| 27 апреля 2014 | Георг Отс       | Мистер Икс        | 12           | 4               | 9              | 8             | Грановская, Дольникова, Казаченко, Свиридова | 53         |
| 4 мая 2014     | Дима Билан      | Believe           | 2            | 5               | 2              | 2             | Паршута, Гогунский, Сестры Толмачевы         | 26         |
| 11 мая 2014    | Вера Брежнева   | Любовь спасет мир | 7            | 4               | 3              | 7             | -                                            | 21         |
| 18 мая 2014    | Иван Дорн       | Стыцамен          | 7            | 4               | 5              | 8             | -                                            | 24         |
| 25 мая 2014    | Аль Бано        | Felicita          | -            | -               | -              | -             | -                                            | без оценок |
| 1 июня 2014    | Сергей Зверев   | Ради тебя         | 12           | 12              | 12             | 12            | -                                            | 48         |

### Шоу «Я смогу»
В октябре 2014 года стал участником экстремального шоу талантов «Я смогу» на канале Россия-1.
| Дата эфира      | Категория  | Задание              | Соперник         | Лариса Латынина | Игорь Жижикин | Клара Новикова | Итого |
| --------------- | ---------- | -------------------- | ---------------- | --------------- | ------------- | -------------- | ----- |
| 12 октября 2014 | Сила       | Паркур               | Дмитрий Лапиков  | 1               | 0             | 1              | 2     |
| 19 октября 2014 | Мастерство | Огненное шоу         | Ольга Бузова     | 0               | 0             | 1              | 1     |
| 26 октября 2014 | Танец      | Лезгинка             | Ольга Бузова     | 1               | 1             | 1              | 3     |
| 2 ноября 2014   | Секрет     | Иллюзия освобождения | Сергей Глушко    | 1               | 1             | 1              | 3     |
| 9 ноября 2014   | Мастерство | Фокусы               | Наталья Гулькина | 0               | 0             | 1              | 1     |
| 16 ноября 2014  | Сила       | Воздушная гимнастика | Анна Чичерова    |                 |               |                |       |

## Награды и достижения

### Музыка
- 2007 — бронзовый призёр «Фабрики Звёзд-7» (продюсер К. Меладзе) в составе группы «БиС»[40].
- 2008 — обладатель премии в области популярной музыки «Золотой Граммофон» (в составе дуэта «БиС»)
- 2009 — Премия Муз-ТВ в номинации «Лучшая поп-группа» (в составе дуэта «БиС»)
- 2011 — номинант премии RU.TV в номинации «Прорыв года» (в составе группы 4POST)
- 2012 — участник отборочного тура Евровидения (в составе группы 4POST)
- 2013 — номинант Реальной премии MusicBox в номинации «Лучшая поп-рок группа» (в составе группы 4POST)
- 2014 — песня 4POST «Spread your wings out» стала саундтреком фильма «Меняя жизни»[41]

### Театр
- Премия «Ромашка» (сезон 2008—2009 гг.) — за роль Некто в спектакле Театра Луны «Бал неспящих»[42].
- Премия «Ромашка» (сезон 2009—2010 гг.) — за роль короля Карла в спектакле Театра Луны «Жаворонок»[43].
- Премия «Ромашка» (сезон 2010—2011 гг.) — за главную роль в спектакле Театра Луны «Дориан Грей»[44].
- Премия «FHM: Top of The Month» — «За успешное совмещение театральной карьеры и шоу-бизнеса»[45].
- Премия «Ромашка» (сезон 2012—2013 гг.) — за главную роль в спектакле Театра Луны «Орфей и Эвридика»
- 2016 — Премия «Best Style Awards» — как режиссёр за самый стильный спектакль сезона («Мне не больно»)
- 2017 — Премия «FOR RUSSIAN MAN AWARDS» — режиссёр года 2017
- 2017 — Премия «NATIONAL AWARDS MELON RICH 2017» (номинация «Арт-проект года») — за создание творческого пространства «Арт-платформа 149»
- 2024 — Лауреат премии Вахтанговского фестиваля театральных менеджеров «ВФТМ 2024» за особые достижения в области организации театрального дела.
- 2024 — Лауреат театральной премии Издательского дома «Московский комсомолец» сезона 2023 / 2024 за развитие частного театра — Арт-платформа, Новый Манеж.

### Прочее
- 2013 — Премия «Royal People Awards» — «За организацию благотворительных концертов среди молодёжи»
- 2013 — Медаль национального фонда поддержки социальных инициатив «Содействие» — «За содействие в развитии молодёжной культуры и современного искусства»
- 2014 — Премия «Fashion People Awards» — «Fashion-блогер»[46].
- 2017 — Благодарность Министра Правительства Москвы, Руководителя Департамента культуры за вклад в развитие культуры г. Москвы.
- 2018 — Благодарность за вклад в развитие культуры города Москвы и добросовестный труд
- 2018 — Благодарность Первого заместителя Руководителя Администрации Президента Российской Федерации С. В. Кириенко за активное участие в подготовке и проведении всероссийского молодежного образовательного форума «Таврида».
- 2019 — Благодарность Мэра г. Москвы С. С. Собянина за вклад в развитие культуры г. Москвы.
- 2019 — Благодарность Председателя Московской городской думы А. В. Шапошникова за эффективное взаимодействие с органами власти города Москвы, укрепление деловых и дружественных отношений и взаимовыгодного сотрудничества на благо москвичей.
- 2020 — Почетная Грамота Государственной корпорации по атомной энергии «Росатом». За значительный личностный вклад по реализации отраслевых образовательных проектов, инновационное и эффективное развитие системы школьного образования городов присутствия предприятий Госкорпорации «Росатом».